# Слик (Оклахома)
Слик (енгл. Slick) град је у америчкој савезној држави Оклахома.

## Демографија
По попису из 2010. године број становника је 131, што је 17 (-11,5%) становника мање него 2000. године.
| Група             | 2000.       | 2010.      |
| Белци             | 118 (79,7%) | 92 (70,2%) |
| Афроамериканци    | 16 (10,8%)  | 10 (7,6%)  |
| Азијати           | 0 (0,0%)    | 0 (0,0%)   |
| Хиспаноамериканци | 1 (0,7%)    | 6 (4,6%)   |
| Укупно            | 148         | 131        |